# ISO 24014
Lo standard ISO 24014-1:2007 definisce le varie componenti dei sistemi di bigliettazione elettronica del trasporto pubblico locale, con particolare riguardo ai sistemi interoperabili di gestione dei pagamenti e delle tariffe (Interoperable Fare Management System - IFMS) ed alle correlate caratteristiche tecniche.
Questa norma è stata definita dall'organismo ISO/TC 204 "Intelligent transport systems", e fa riferimento ai criteri generali, e non alle caratteristiche strutturali, allo scopo di definire un'architettura funzionale di riferimento per i sistemi IFMS.